# Jérémy Serwy
Jérémy Serwy (Luik, 4 juni 1991) is een Belgisch voetballer die als middenvelder speelt.

## Carrière
Serwy startte in 1999 z'n spelerscarrière toen hij naar de jeugdopleiding van Standard Luik trok. Na vijf jaar in de jeugd van Standard te hebben gespeeld stapte hij over naar de jeugd van Sporting Charleroi. 
In 2009 werd hij in de A-kern van Sporting Charleroi opgenomen. Hij maakte zijn debuut in de wedstrijd tegen Beerschot AC waarin hij ook meteen scoorde. Hij speelde dat seizoen uiteindelijk 2 wedstrijden en scoorde 1 goal nadat hij ook nog was ingevallen tegen Standard Luik. Het seizoen erna werd hij vaste invaller. Hij kwam dat seizoen aan 22 wedstrijden en 2 goals maar kon niet vermijden dat Charleroi naar tweede klasse zakte. Na de degradatie van Sporting Charleroi speelde hij het seizoen daarna nog twee wedstrijden voor de club in Tweede klasse.
Na die twee wedstrijden bij Charleroi nam eersteklasser SV Zulte Waregem Serwy over van Sporting Charleroi. Hij speelde dat seizoen 22 wedstrijden en scoorde 4 goals. Het seizoen erop verliep veel minder goed voor hem, hij kwam tot de winterstop maar aan 1 wedstrijd. In de wintertransferperiode van 2013, werd bekend dat Serwy per direct zou verhuizen naar KV Oostende, dat toen aan de leiding stond in de Tweede Klasse. Uiteindelijk ging dat toch niet door en werd hij uitgeleend aan een andere tweedeklasser, White Star Bruxelles. Daar maakte hij in 10 wedstrijden 2 goals maakte. Hij speelde met White Star de eindronde voor promotie, maar daarin pakte de Brusselse club slechts één punt.
In de zomer van 2013 mocht Serwy na een geslaagde testperiode een contract van twee jaar tekenen bij Borussia Dortmund II, het tweede elftal van Borussia Dortmund. Hij maakte zijn debuut voor Borussia Dortmund II op de eerste speeldag van de 3. Liga door in de wedstrijd tegen VfB Stuttgart II in de 62ste minuut in te vallen voor Julian-Maurice Derstroff. Na één seizoen bij Dortmund belandde hij bij het Hongaarse Újpest FC, de club van de Belg Roderick Duchâtelet. In februari 2015 stapte hij over naar FH Hafnarfjörður, waarmee hij tweemaal landskampioen van IJsland werd.
Na drieënhalf jaar in het buitenland viel Serwy zonder club. In de zomer van 2017 kon hij uiteindelijk terecht bij Excelsior Virton. Anderhalf jaar later zocht Serwy toch weer het buitenland op: hij tekende bij de Luxemburgse eersteklasser US Hostert.

## Statistieken
| Seizoen | Club                 | Land      | Competitie             | Wedst | Goals |
| ------- | -------------------- | --------- | ---------------------- | ----- | ----- |
| 2009/10 | Sporting Charleroi   | België    | Jupiler Pro League     | 2     | 1     |
| 2010/11 | Sporting Charleroi   | België    | Jupiler Pro League     | 23    | 2     |
| 2011/12 | Sporting Charleroi   | België    | Tweede Klasse          | 2     | 0     |
| 2011/12 | SV Zulte Waregem     | België    | Jupiler Pro League     | 21    | 2     |
| 2012/13 | SV Zulte Waregem     | België    | Jupiler Pro League     | 1     | 0     |
| 2012/13 | → WS Woluwe          | België    | Tweede Klasse          | 14    | 1     |
| 2013/14 | Borussia Dortmund II | Duitsland | 3. Liga                | 7     | 0     |
| 2014/15 | Újpest FC            | Hongarije | Nemzeti Bajnokság      | 0     | 0     |
| 2015    | FH Hafnarfjörður     | IJsland   | Úrvalsdeild            | 21    | 2     |
| 2016    | FH Hafnarfjörður     | IJsland   | Úrvalsdeild            | 13    | 2     |
| 2017/18 | Excelsior Virton     | België    | Eerste klasse amateurs | 18    | 1     |
| 2018/19 | Excelsior Virton     | België    | Eerste klasse amateurs | 7     | 0     |
| 2018/19 | US Hostert           | Luxemburg | Nationaldivisioun      |       |       |
|         |                      |           | Totaal                 | 129   | 11    |